# Veit Harlan

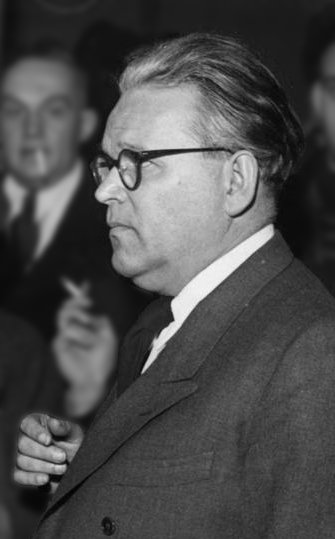
Veit Harlan in 1949

Veit Harlan (Berlijn, 22 september 1899 – Capri, 13 april 1964) was een Duits filmregisseur.

## Biografie
Veit Harlan werd geboren in een familie van kunstenaars. Zijn vader was romanschrijver en twee van zijn broers musicus. Hij vertoefde onder de Berlijnse intelligentsia: Friedrich Kayssler, Max Reinhardt en Erwin Piscator.
Hij begon zijn loopbaan als acteur bij het Volkstheater en verscheen voor het eerst op het witte doek in een kleine rol in 1927. Hij speelde mee in een twintigtal films tot 1935. Vanaf 1933 sluit hij zich aan bij het Hitler-regime. Hetzelfde jaar deed hij zijn eerste regie, Die Pompadour met Käthe von Nagy. Hij specialiseerde zich in de romantische idylle (Die Kreutzersonate in 1937 en Die Reise nach Tilsit in 1939). Vaak wordt de hoofdrol in zijn films gespeeld door de van oorsprong Zweedse actrice Kristina Söderbaum, met wie Harlan in 1939 zou trouwen.
In 1942 realiseerde hij de eerste grote Europese kleurenfilm Die goldene Stadt, ook weer met Söderbaum in de hoofdrol. Vervolgens draait hij Immensee in 1943 en Opfergang in 1944, twee warrige melodrama's. Zijn bekendste film werd Jud Süß (1940), die tijdens de Tweede Wereldoorlog vertoond werd in alle door Duitsland bezette landen. 
in 1945 regisseerde hij de film Kolberg over de verdediging tegen de belegering van de gelijknamige havenstad in 1807 door de legers van Napoleon. De in opdracht van Goebbels geregisseerde film had ten doel het fanatisme van de Duitsers aan te wakkeren tegen de dreigende nederlaag in de oorlog.
Na de oorlog kreeg Harlan vanwege zijn nazisympathieën een werkverbod. Na 1950 probeerde hij zijn carrière als regisseur voort te zetten, maar zijn films werden geboycot.